# 凡河 (中国)
凡河，也作泛河、汎河，位于中华人民共和国辽宁省北部的一条河流，是辽河左岸支流，发源于铁岭县最东端的滚马岭，向西流经白旗寨满族乡、鸡冠山乡、榛子岭水库、大甸子镇、铁岭市银州区铁岭经济开发区、铁岭市区（同时也是铁岭县政府驻地）南郊等地，于凡河镇黄河子村以北汇入辽河。河流全长118.2千米，流域面积1001.72平方千米，河道平均比降2.6‰，年均径流量2.424亿立方米。凡河上游森林茂密，中下游两岸土地肥沃，农业发达。